# Rhagomys rufescens
Rhagomys rufescens és una espècie de mamífer rosegador de la família dels cricètids. És endèmic del sud-est del Brasil (estats de São Paulo, Minas Gerais i Rio de Janeiro). El seu hàbitat natural és la Mata Atlàntica. Està amenaçat per la destrucció i fragmentació del seu medi. Durant un temps es creia que aquesta espècie s'havia extingit, car no se n'havia trobat cap exemplar en més d'un segle.